# Laurie Warder
Laurie Warder (Sydney, 23 ottobre 1962) è un ex tennista australiano, attivo dal 1982 al 1994 prevalentemente in doppio, disciplina nella quale ha raggiunto la 12ª posizione del ranking nell ottobre 1991 e conquistato il titolo degli Australian Open 1993.

## Statistiche

### Doppio

#### Vittorie (12)
| Legenda                               |
| Grande Slam (1)                       |
| ATP Super 9 (1)                       |
| Championship Series (0)               |
| Grand Prix (6) / ATP World Series (4) |

| Numero | Data            | Torneo                                            | Superficie  | Compagno          | Avversari in finale           | Punteggio     |
| 1.     | 15 luglio 1984  | Hall of Fame Tennis Championships, Newport        | Erba        | David Graham      | Ken Flach Robert Seguso       | 6-4, 7-6      |
| 2.     | 26 maggio 1985  | ATP Firenze, Firenze                              | Terra rossa | David Graham      | Bruce Derlin Carl Limberger   | 6-1, 6-1      |
| 3.     | 19 luglio 1987  | U.S. Men's Clay Court Championships, Indianapolis | Terra rossa | Blaine Willenborg | Joakim Nyström Mats Wilander  | 6-0, 6-3      |
| 4.     | 1º maggio 1988  | ATP German Open, Amburgo                          | Terra rossa | Darren Cahill     | Rick Leach Jim Pugh           | 6-0, 5-7, 6-4 |
| 5.     | 20 giugno 1988  | Bristol Open, Bristol                             | Erba        | Peter Doohan      | Marty Davis Tim Pawsat        | 2–6, 6–4, 7–5 |
| 6.     | 8 gennaio 1989  | Wellington Classic, Wellington                    | Cemento     | Peter Doohan      | Rill Baxter Glenn Michibata   | 3–6, 6–2, 6–3 |
| 7.     | 29 aprile 1991  | Monte Carlo Open, Monte Carlo                     | Terra rossa | Luke Jensen       | Paul Haarhuis Mark Koevermans | 5-7, 7-6, 6-4 |
| 8.     | 26 maggio 1991  | ATP Bologna Outdoor, Bologna                      | Terra rossa | Luke Jensen       | Luiz Mattar Jaime Oncins      | 6–4, 7–6      |
| 9.     | 24 maggio 1992  | ATP Bologna Outdoor, Bologna                      | Terra rossa | Luke Jensen       | Javier Frana Javier Sánchez   | 6–2, 6–3      |
| 10.    | 31 gennaio 1993 | Australian Open, Melbourne                        | Cemento     | Danie Visser      | John Fitzgerald Anders Järryd | 6–4, 6–3, 6–4 |
| 11.    | 18 aprile 1993  | ATP Nizza, Nizza                                  | Terra rossa | David Macpherson  | Shelby Cannon Scott Melville  | 3-4, ritiro   |
| 12.    | 25 maggio 1993  | Bologna Open, Bologna                             | Terra rossa | Danie Visser      | Luke Jensen Murphy Jensen     | 4–6, 6–4, 6–4 |

#### Finali perse (18)
| Legenda                                |
| Grande Slam (1)                        |
| ATP Super 9 (1)                        |
| Championship Series (2)                |
| Grand Prix (10) / ATP World Series (4) |

| Numero | Data             | Torneo                                             | Superficie       | Compagno          | Avversari in finale                | Punteggio     |
| 1.     | 6 giugno 1983    | Heineken Open, Auckland                            | Cemento          | David Graham      | Chris Lewis Russell Simpson        | 6-7, 3-6      |
| 2.     | 21 aprile 1985   | Hypo Group Tennis International, Bari              | Terra rossa      | Marcel Freeman    | Alejandro Ganzábal Claudio Panatta | 4-6, 2-6      |
| 3.     | 16 marzo 1986    | Milan Indoor, Milano                               | Sintetico indoor | Brian Levine      | Colin Dowdeswell Christo Steyn     | 3-6, 6-4, 1-6 |
| 4.     | 5 gennaio 1987   | South Australian Open, Adelaide                    | Erba             | Peter Doohan      | Ivan Lendl Bill Scanlon            | 7-6, 3-6, 4-6 |
| 5.     | 25 gennaio 1987  | Australian Open, Melbourne                         | Erba             | Peter Doohan      | Stefan Edberg Anders Järryd        | 4-6, 4-6, 6-7 |
| 6.     | 1º febbraio 1987 | New South Wales Open, Sydney                       | Erba             | Peter Doohan      | Brad Drewett Mark Edmondson        | 4-6, 6-4, 2-6 |
| 7.     | 2 agosto 1987    | Sovran Bank Classic, Washington                    | Cemento          | Blaine Willenborg | Gary Donnelly Peter Fleming        | 2-6, 6-7      |
| 8.     | 16 agosto 1987   | Canada Open, Montréal                              | Cemento          | Peter Doohan      | Pat Cash Stefan Edberg             | 7-6, 3-6, 4-6 |
| 9.     | 7 maggio 1989    | BMW Open, Monaco di Baviera                        | Terra rossa      | Peter Doohan      | Javier Sánchez Balázs Taróczy      | 7-6, 3-6, 4-6 |
| 10.    | 19 giugno 1989   | Queen's Club Championships, Londra                 | Erba             | Tim Pawsat        | Darren Cahill Mark Kratzmann       | 6-7, 3-6      |
| 11.    | 13 agosto 1989   | Indianapolis Tennis Championships, Indianapolis    | Cemento          | Peter Doohan      | Pieter Aldrich Danie Visser        | 6-7, 6-7      |
| 12.    | 24 febbraio 1991 | Volvo U.S. National Indoor, Memphis                | Cemento indoor   | John Fitzgerald   | Michael Stich Udo Riglewski        | 5-7, 3-6      |
| 13.    | 20 maggio 1991   | Internazionali d'Italia, Roma                      | Terra rossa      | Luke Jensen       | Omar Camporese Goran Ivanišević    | 2-6, 3-6      |
| 14.    | 7 ottobre 1991   | Australian Indoor Championships, Sydney            | Cemento indoor   | Luke Jensen       | Jim Grabb Richey Reneberg          | 2-6, 3-6      |
| 15.    | 6 aprile 1992    | Estoril Open, Estoril                              | Terra rossa      | Luke Jensen       | Hendrik Jan Davids Libor Pimek     | 6-3, 3-6, 5-7 |
| 16.    | 22 giugno 1992   | Manchester Open, Manchester                        | Erba             | Jeremy Bates      | Patrick Galbraith David Macpherson | 6-4, 3-6, 2-6 |
| 17.    | 11 gennaio 1993  | Australian Men's Hardcourt Championships, Adelaide | Cemento          | John Fitzgerald   | Mark Woodforde Todd Woodbridge     | 4-6, 5-7      |
| 18.    | 17 gennaio 1994  | New South Wales Open, Sydney                       | Cemento          | Mark Kratzmann    | Darren Cahill Sandon Stolle        | 1-6, 6-7      |